# Анапа
Ана́па — город-курорт на юге России, в Краснодарском крае. Климатический и бальнеологический курорт. Город краевого подчинения и административный центр муниципального образования «Город-курорт Анапа». «Город воинской славы» (2011).

## Этимология
Существует несколько вариантов перевода слова «Анапа». Связано это с наличием похожих по звучанию словосочетаний у народов, проживавших на месте современного города. Из них наиболее общепризнанными являются:
- От черкесского (адыгского) «ӏанэ-пэ» — «край округлого стола». Считается, что анапская бухта могла напоминать местным черкесским племенам (натухаевцам и шегакам) очертания адыгского национального стола «ӏанэ», который отличался отсутствием углов и исключительно округлой формой столешницы.
- От абхазского «Анапы» — «ладонь», «флаг».
- От древнегреческого «Ана-па» — «Высокий мыс». В древнегреческой «Аргонавтике» Аполлоний Родосский, упоминая первый раз слово «Анапа», осмысляет его именно как «высокий мыс». Скорее всего, это название местность получила благодаря высокому и обрывистому берегу, вдоль которого проходит ул. Старая Набережная.

У В. А. Потто в I томе «Кавказской войны», в главе «Бедственный поход Бибикова на Анапу» писал ещё одну версию:
«Самое слово „Анапа“ происходит от двух татарских слов: „Ана“ — мать и „Пай“ — часть, доля. В первое время существования крепости её иначе и не называли, как Анапай — „материнская часть“, или „материнская доля“ („Лоно“). Происхождение этого названия объясняют обыкновенно тем, что турки, стараясь облегчить участь своих единоверцев, изгнанных из Крыма, отвели им место по Кубани именно под защитой этой крепости; в своё время татары высоко ценили такое покровительство и выразили свою признательность в самом названии Анапы, которая, как заботливая мать, приютила у себя несчастных изгнанников». Однако название Анапа существовало и до падения Крымского ханства.

## Физико-географическая характеристика
География
Анапа находится в юго-западной части Краснодарского края, на берегу Анапской бухты Чёрного моря. Город расположен в 1,5 тыс. км к югу от Москвы, в 190 км к западу от Краснодара, в 360 км к северо-западу от Сочи, на стыке Главного Кавказского хребта и Таманского полуострова.
Здесь лесистые кавказские предгорья сменяются цветущими долинами, а равнины Тамани перемежаются морскими лиманами. Летний зной смягчается прохладным ветром с моря.
Песчаный пляж (Анапская пересыпь) плавной дугой окаймляет море, образуя удобную бухту. Мелководье в районе Анапы хорошо прогревается. Средняя температура воды в купальный сезон (с конца мая по начало октября) — +21…+25 °C.
Месторасположение
Гидрография

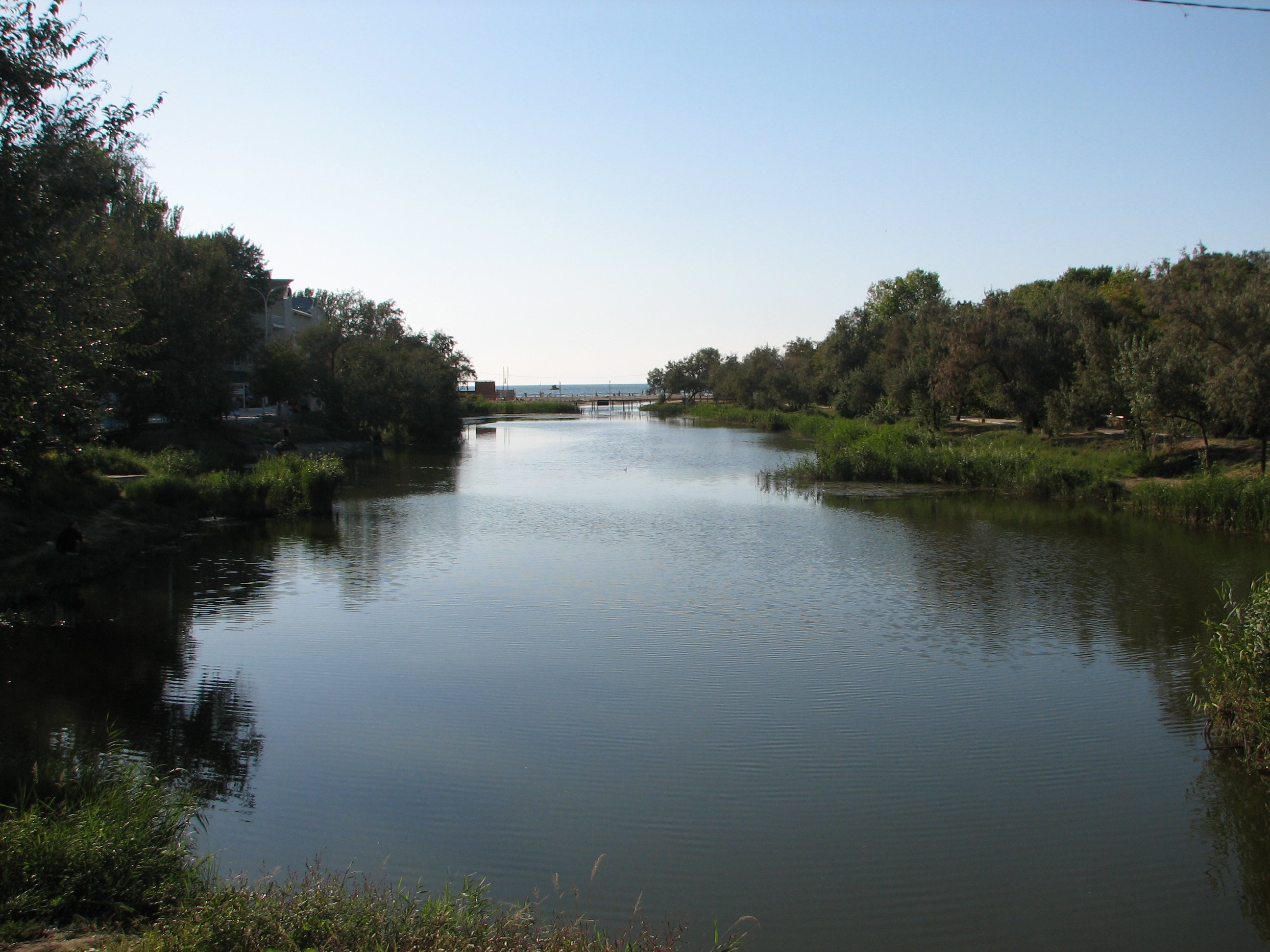
Устье реки Анапки

По территории города Анапы протекает река Анапка, соединяющая Анапские плавни с морем.

### Климат
| Показатель                    | Янв.  | Фев. | Март  | Апр. | Май  | Июнь | Июль | Авг. | Сен. | Окт. | Нояб. | Дек.  | Год   |
| ----------------------------- | ----- | ---- | ----- | ---- | ---- | ---- | ---- | ---- | ---- | ---- | ----- | ----- | ----- |
| Абсолютный максимум, °C       | 17,9  | 21,0 | 24,5  | 29,2 | 31,1 | 36,3 | 38,0 | 38,2 | 32,9 | 35,6 | 27,1  | 22,3  | 38,2  |
| Средний суточный максимум, °C | 6,2   | 6,7  | 9,8   | 15,0 | 20,1 | 25,2 | 28,7 | 29,2 | 23,9 | 18,1 | 12,1  | 8,1   | 16,9  |
| Средняя температура, °C       | 2,9   | 3,2  | 6,4   | 11,0 | 16,2 | 21,3 | 24,4 | 24,5 | 19,5 | 14,0 | 8,3   | 4,8   | 13    |
| Средний суточный минимум, °C  | 0,2   | 0,4  | 3,6   | 7,9  | 13,1 | 17,9 | 20,3 | 20,1 | 15,2 | 10,4 | 5,2   | 2,0   | 9,7   |
| Абсолютный минимум, °C        | −23,9 | −20  | −13,2 | −5,1 | 0,7  | 7,6  | 11,1 | 8,5  | 2,0  | −6,3 | −12,2 | −18,9 | −23,9 |
| Норма осадков, мм             | 60    | 47   | 51    | 38   | 40   | 41   | 34   | 34   | 55   | 53   | 50    | 62    | 565   |
| Средняя влажность, %          | 81    | 78   | 77    | 77   | 77   | 78   | 71   | 69   | 72   | 75   | 79    | 81    | 76    |
| Температура воды, °C          | 7,0   | 6,2  | 7,5   | 10,7 | 15,3 | 20,5 | 23,5 | 24,4 | 21,3 | 17,0 | 12,3  | 9,0   | 14,6  |
| Источник: Погода и климат.    |       |      |       |      |      |      |      |      |      |      |       |       |       |

Климат города средиземноморский. Кавказские горы в районе Анапы невелики и представляют собой невысокие, покрытые лесом холмы высотой до 200 метров. Из-за невысокого характера гор, подъёма воздушных масс и конденсации влаги здесь не происходит, что является причиной засушливого и жаркого лета, характерного для средиземноморского климата. Зимой доминируют циклоны с Чёрного моря и Средиземного моря, которые вызывают пасмурную погоду, с продолжительными обложными осадками. Иногда вторгаются холодные антициклоны с севера и северо-востока, которые приносят кратковременные морозы. Среднегодовая сумма осадков составляет в Анапе 565 мм.
Очень редко, приблизительно раз в десять лет, в Анапе случаются сильные морозы. Например, 23 января 2006 года в городе температура падала до −23,9 °C.

## История
И с боя взятыми рабами Суда в Анапе нагружать..— А. С. Пушкин, «Тазит»

Далеко не первоклассная, но крайне зловредная в политическом отношении турецкая крепость Анапа потребовала от Российского государства такого числа военных походов как армии, так и флота, какого не вызывала никакая другая неприятельская крепость и более сильного сооружения. Раза четыре её взрывали до полного разрушения. Анапа сыграла видную историческую роль во время продолжительной борьбы России с Турцией, а равно и в деле усмирения горского населения на Северном Кавказе, почему её военное прошлое заслуживает полного внимания.— Н. И. Веселовский. Военно-исторический очерк города Анапы. — Петроград, 1914.

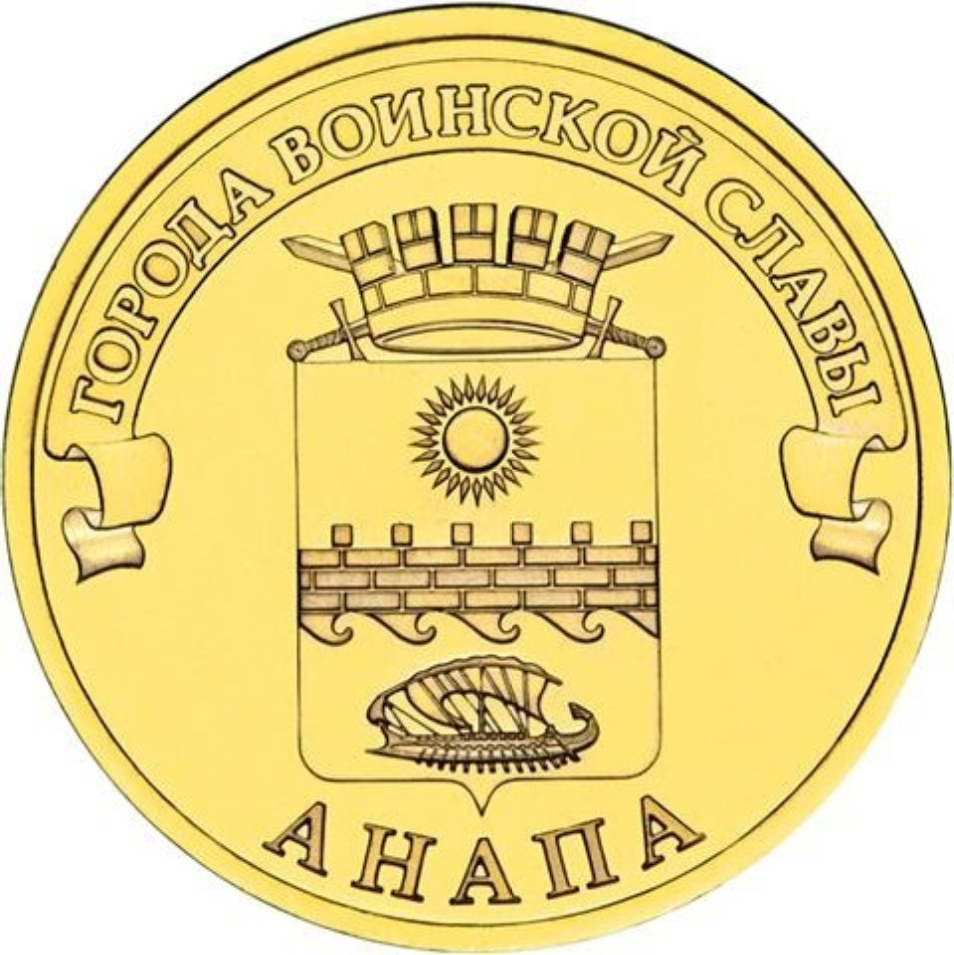
Памятная монета Банка России номиналом 10 рублей (2014) из серии «Города воинской славы»

- В древности (за несколько веков до н. э.) на месте Анапы находилось поселение синдов, античный город — Синдская гавань или Синдика. С присоединением к Боспорскому государству (с IV века до н. э. по III век н. э.) назывался — Горгиппия, по имени его правителя Горгиппа.
- В период позднего Средневековья, на месте города существовала генуэзская колония — Мапа. Генуэзцы здесь построили прочное укрепление, отмеченное на картах Висконти 1318 г., Каталанской и других.
- В 1395 году, когда Тамерлан предпринял поход против Тохтамыша, он также разрушил предместье анапской крепости, но сама крепость Кеверган была пощажена. Известно, что Тамерлан после похода на Азов в 1395 году, отправил на Кубань войско под начальством Мухаммед Султана, Мирдн-шаха и других эмиров, для покорения страны черкесов, которая подверглась при этом сильному разорению[8].
- После падения Византийской империи, в Причерноморском регионе усилилась Османская империя, которая начала вытеснять генуэзских торговцев. В 1475 году в царствование османского султана Мухаммеда II, Кедук Ахмед-паша командовавший походом на Кафу, попутно захватил Анапскую крепость и оставил в нём турецкий гарнизон[9]. Однако закрепиться в Анапе с первого раза османам не удалось, и военные действия растянулись на несколько лет.
- В 1479 году османские войска совершили сухопутный поход на земли Черкесии. По сообщению видного политического деятеля Порты — Ибн-Кемаля[10]:…в стране черкесов каждый день гордые храбрецы… опустошив находящиеся на побережье области, хлынули в тот край, подобно океанской волне. В каждом селении страны черкесов пленили по 50—100 красавиц; обратили в рабство множество пленников. Присоединив к Кубе (Славянск-на-Кубани) также и Анабу (Анапа)…Вместе с Анапой в конце XV века всё Северное Причерноморье было уступлено генуэзцами Османской империи, которая установила свое господство в этом регионе почти на четыре века.
- В 1641 году турецкий писатель Эвлия Челеби посетил Анапу на пути из Гонии в свите гонийского земберекджи-баши (начальника артиллерии), которому поручено было участвовать в осаде Азова, тогда занятого донскими казаками. Эвлия пробыл в Анапе несколько дней и кратко описал её.

Замок лежит при оконечности мыса, на глинистой скале; он крепок, но не имеет гарнизона и неоднократно был разграблен донскими казаками. Анапский замок хорошо построен и так хорошо сохранился, как будто постройка его только что была окончена. Далее Эвлия говорит, что по описанию Темир-оглу Осман-паши, Анапа есть резиденция воеводы Таманского санджака в Кафинской провинции. Жители, называемые Шефаки, платят десятину только тогда, когда их к тому принуждают, и вообще очень склонны к мятежам; число их не превышает 3000 душ. Замок имеет большую гавань, в которой 1000 судов, связанных вместе канатом, могут стоять в безопасности. Гавань эта защищена против ветров, дующих с какой бы то ни было стороны. Подобного порта более нет на Чёрном море; некогда тут собирали род жемчуга, и раковины теперь ещё лежат на берегу — вторая причина, по которой замок был назван Кеверган. Русские тут ежегодно пристают и собирают жемчужные раковины.
Историк Ф. К. Брун, комментируя известия Эвлия, указывает, что жители Анапы во время овладения города турками в 1475 году были христианами (католического вероисповедания), так как Хаджа-Хальфа, турецкий писатель первой половины XVII столетия, свидетельствовал, что даже в его время шегаки принадлежали к христианским черкесам.
- После присоединения Крыма к Российской империи, в 1781—1782 годах Анапская крепость была усилена османами.

Известный ориенталист Ю. Клапрот, по поручению графа Потоцкого совершивший в 1807—1808 годах поездку на Кавказ для историко-археологических и этнографических исследований, сообщал об Анапе следующие данные: 
…по реке Бугур жило небольшое черкесское племя шегакэ близ Анапы, их имя означает «приморские жители»; они имели князя Мамет-Гирей-Жана (Магомет-Гирей Зан) и прежде обитали на том месте, где построили Анапу. Они потом сильно сократились в числе от набегов татар и от чумы. Когда русские заняли Крым и Тамань, турки заново отстроили в 1782 году Анапскую крепость, чтобы оказывать покровительство бежавшему населению и ногайцам, которые кочевали возле Кубани.
В XVIII — начале XIX века османская Анапа служила в качестве крупного невольничьего рынка.
По свидетельству итальянца Эклюза, бывшего на корабле в анапской гавани в мае 1823 года, его служители часто встречали на улицах города русских рабов, которые выражали сильное желание воспользоваться их судном, чтобы вернуть себе свободу, но надзор турок не позволял склониться на их мольбы. Для османской аристократии Анапа представляла исключительный интерес, благодаря прочно установившейся и оживлённой торговлей невольниками.

Памятник казакам, павшим у стен Анапы в 1788—1828 годах

 В ходе русско-турецких войн она несколько раз захватывалась русскими войсками:
- 22 июня 1791 года войсками кавказского корпуса генерал-аншефа Гудовича и таврического корпуса генерал-майора Шица был совершён Штурм Анапы (в войну 1787—1792 гг.)
- 29 апреля 1807 года город штурмован эскадрой контр-адмирала Пустошкина (в войну 1806—1812 гг.)
- 15 июля 1809 года осаждён десантом с эскадры Перхурова (в ту же войну 1806—1812 гг.)
- 12 июня 1828 года штурмован десантным отрядом князя Меншикова (в войну 1828—1829 гг.)
- Окончательно присоединена к России по Адрианопольскому мирному договору 1829 года. Однако местное черкесское население, не признававшие над собой власть как Османской империи, так и Российской, начала активное сопротивление прибывавшим царским войскам.

Анапская крепость была включена в состав Черноморской береговой линии. Указом царя Николая I от 15 декабря 1846 года крепость Анапа получила статус города.
В мае 1854 года в ходе Крымской войны, Анапа «упразднялась» (была разрушена собственными защитниками) во избежание захвата вражеским десантом из уже захваченной англо-французами Керчи. Город и его округа были заняты до конца войны войсками Османской империи, подошедшими по черноморскому побережью с юга, и ополчением турецкого союзника Сефер-бея, князя закубанских горцев. 12 июля 1856 года войска Российской империи вернулись и вновь заняли Анапу.
В 1866 году город приобрёл статус курорта. Санаторий доктора В. А. Будзинского к концу XIX века принимал первых гостей, а к началу XX века город уже являлся известным быстро развивающимся курортом и портом.
С установлением советской власти руководство городом перешло к военно-революцинному комитету. Первым избранным на должность председателя комитета 6 февраля 1918 года стал Павел Протапов.
Курортное строительство в Анапе продолжалось в 1920—1930-е годы. В начале 1940-х годов в Анапе было 14 санаториев и больше 10 пионерских лагерей.
Во время Великой Отечественной войны курорт был полностью разрушен. Окончательно восстановлен в 1950-х годах. В 1954 года главным архитектором города назначена М. М. Осичева, которой предстояло восстановить город из руин.
В 1979 году в километре от городской границы Анапы открыта железнодорожная станция — Анапа.
С 1986 по март 2002 года должность главного архитектора и начальника управления архитектуры и градостроительства города-курорта Анапа занимал Ю. В. Рысин.
12 марта 1994 года муниципальные образования Анапский район и город Анапа объединены в курорт Анапа. В 1996 году муниципальное образование переименовано в город-курорт Анапа.
1 апреля 2006 года в результате реформы местного самоуправления было образовано муниципальное образование «город-курорт Анапа», со статусом городского округа.
Указом Президента Российской Федерации от 5 мая 2011 года № 586 городу присвоено почётное звание «Город Воинской Славы».
25 августа 2022 года у Анапы появился свой официальный гимн.
День города празднуется в третье воскресенье сентября.

## Население
| 1897    | 1926    | 1939    | 1959    | 1967    | 1970    | 1979    | 1989    | 1992    | 1996    | 2000    | 2001    |
| ------- | ------- | ------- | ------- | ------- | ------- | ------- | ------- | ------- | ------- | ------- | ------- |
| 6900    | ↗13 379 | ↗17 306 | ↗19 602 | ↗23 000 | ↗29 900 | ↗40 119 | ↗54 976 | ↗56 700 | ↗57 900 | ↘55 400 | ↘54 800 |
| 2002    | 2003    | 2004    | 2005    | 2006    | 2007    | 2008    | 2009    | 2010    | 2011    | 2012    | 2013    |
| ↘53 493 | ↗53 500 | →53 500 | ↗53 600 | ↗54 200 | ↗54 800 | ↗55 700 | ↗56 487 | ↗58 990 | ↗59 000 | ↗61 555 | ↗63 693 |
| 2014    | 2015    | 2016    | 2017    | 2018    | 2019    | 2020    | 2021    | 2023    | 2024    | 2025    |         |
| ↗66 776 | ↗70 453 | ↗73 410 | ↗75 375 | ↗75 865 | ↗81 447 | ↗88 879 | ↘81 863 | ↗82 695 | ↗85 747 | ↘84 804 |         |

На 1 января 2025 года по численности населения город находился на 194-м месте из 1124 городов Российской Федерации.

### Национальный состав
По данным Всероссийской переписи населения 2010 года:
| Народ                     | Численность, чел. | Доля от всего населения, % |
| ------------------------- | ----------------- | -------------------------- |
| русские                   | 50 738            | 86,01 %                    |
| армяне                    | 3 916             | 6,64 %                     |
| украинцы                  | 1 319             | 2,24 %                     |
| другие                    | 2 511             | 4,25 %                     |
| не указана национальность | 506               | 0,86 %                     |
| Всего                     | 58 990            | 100,0 %                    |

По итогам переписи населения 2020 года проживали следующие национальности (национальности менее 0,1 % и другое см. в сноске к строке «Другие»):
| Национальность | Численность, чел. | Доля     |
| -------------- | ----------------- | -------- |
| Русские        | 71 804            | 87,71 %  |
| Армяне         | 3332              | 4,07 %   |
| Украинцы       | 958               | 1,17 %   |
| Татары         | 592               | 0,72 %   |
| Греки          | 213               | 0,26 %   |
| Белорусы       | 154               | 0,19 %   |
| Немцы          | 126               | 0,15 %   |
| Башкиры        | 99                | 0,12 %   |
| Узбеки         | 87                | 0,11 %   |
| Другие         | 4498              | 5,50 %   |
| Итого          | 81 863            | 100,00 % |

### Язык
По данным переписи 1897 года:
| Язык       | Численность, чел. | Доля     |
| ---------- | ----------------- | -------- |
| Украинский | 3 033             | 43,68 %  |
| Русский    | 2 991             | 43,07 %  |
| Греческий  | 662               | 9,53 %   |
| Армянский  | 127               | 1,83 %   |
| Чешский    | 52                | 0,75 %   |
| Другие     | 79                | 1,14 %   |
| Итого      | 6 944             | 100,00 % |

В настоящее время официальным и основным языком города является русский.

### Половозрастной состав
По данным Всероссийской переписи населения 2010 года:
| Возраст, лет | Численность, чел. | Доля от всего населения, % |
| ------------ | ----------------- | -------------------------- |
| 0 — 14       | 8 464             | 14,34 %                    |
| 15 — 59      | 39 603            | 67,14 %                    |
| от 60        | 10 923            | 18,52 %                    |
| Всего        | 58 990            | 100,0 %                    |

Средний возраст — 38,8 лет. Медианный возраст — 37,5 лет.
Мужчины — 26 852 чел. (45,5 %). Женщины — 32 138 чел. (54,5 %).

## Административное деление
Город Анапа (город краевого подчинения) как объект административно-территориального устройства Краснодарского края состоит из административно-территориальных единиц — город Анапа (с подчинённым ему хутором Чембурка) и 2 сельских округа: Витязевский (село Витязево) и Благовещенский (станица Благовещенская).

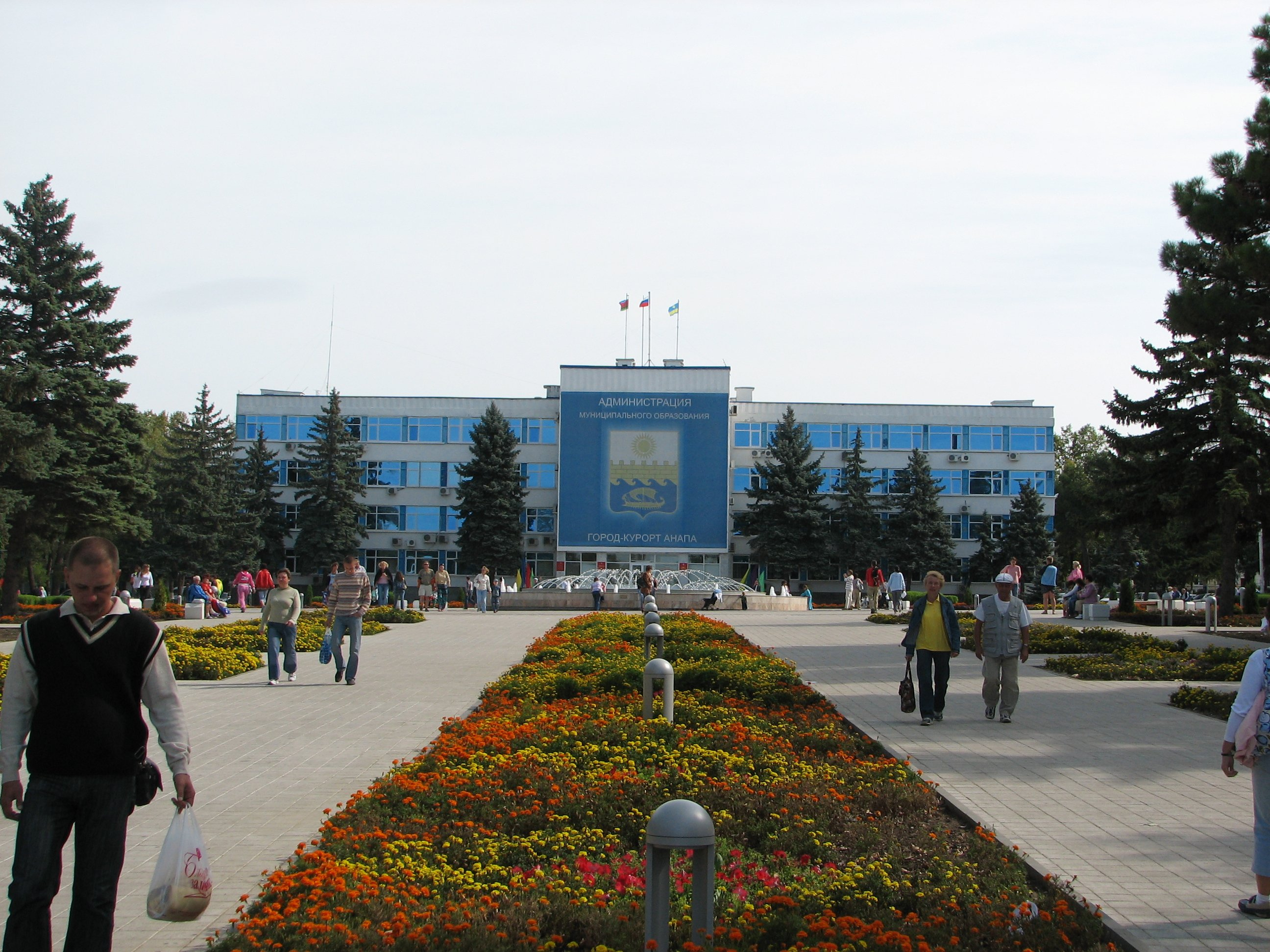
Здание администрации города-курорта Анапа

Анапа образует муниципальное образование «город-курорт Анапа», со статусом муниципального округа, образованного в границах административно-территориальных единиц: города (краевого подчинения) Анапы и Анапского района.
- Городские территории (микрорайоны) — 12 (изначально 1-й и 2-й микрорайоны, название «12-й» появилось в результате пропуска дефиса на соответствующей автобусной остановке); 3; 3А; 3Б; Алексеевский
- Курортные посёлки города (краевого подчинения) Анапы и Анапского района — Верхнее Джемете, Сукко́, Супсех, Большой Утриш, Малый Утриш, Варваровка, Витязево, Цыбанобалка, Пятихатки, станица Благовещенская, хутор Воскресенский, хутор Чембурка, хутор Красный, хутор Просторный.

### Главы
Предыдущие главы городского округа:
- Машуков Валентин Дмитриевич[56]
- Королёв Гермоген[57]
- Боюр Михаил[58]
- Астапенко Виталий Астапенко[59]
- Цуканов Владимир[60]
- Пахомов Анатолий Николаевич[61]
- Евсикова Татьяна Ивановна[62]
- Поляков Юрий Фёдорович[63]
- Швец Василий Александрович.

## Экономика
Туризм

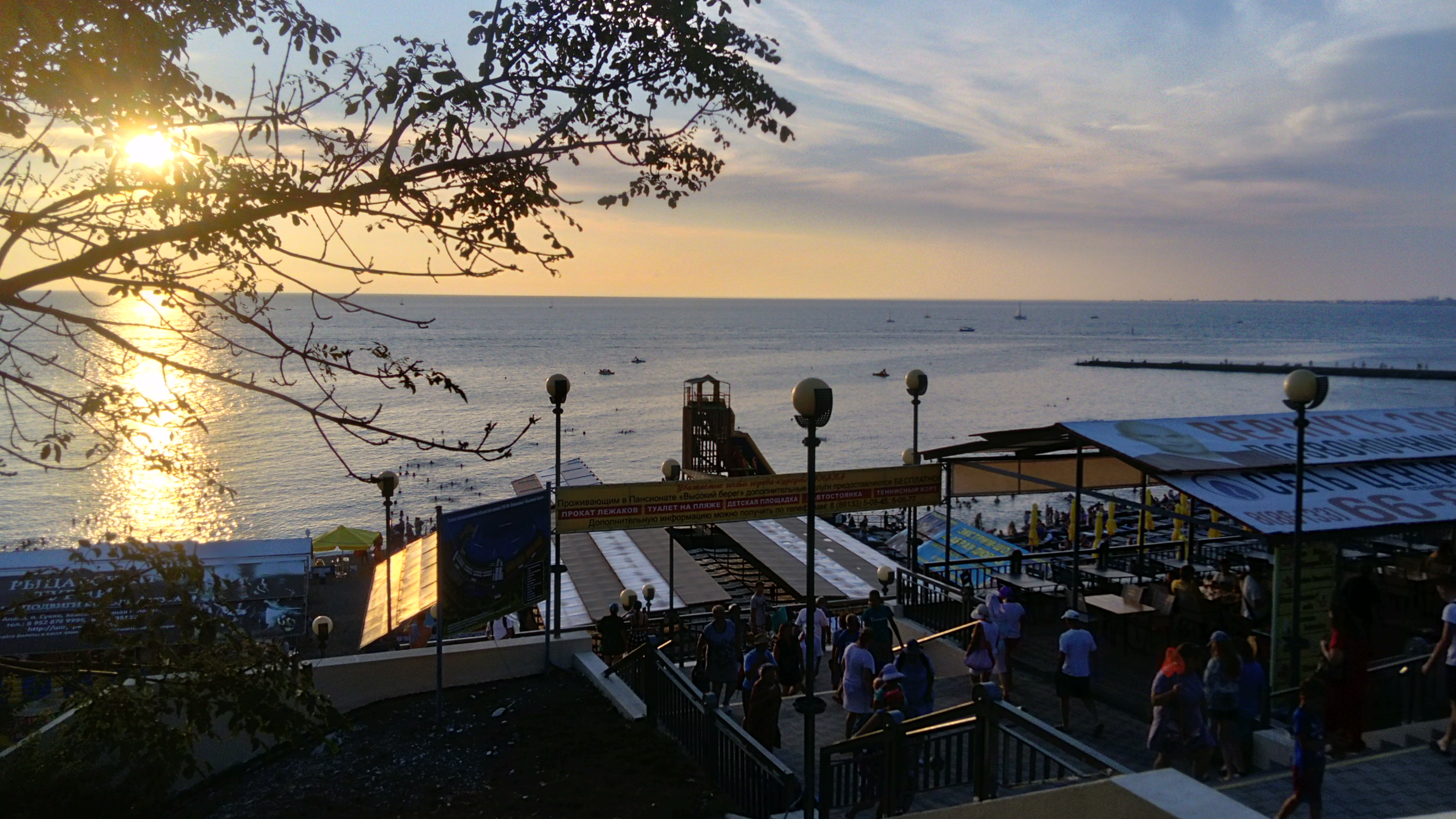
Пляж «Высокий берег» на закате

В городе-курорте Анапа развита туристическая инфраструктура. В городе большое количество санаториев, которые работают круглогодично, а также пансионатов, баз отдыха, больших и малых гостиниц.
Протяжённость пляжа составляет — 42 километра песчаного и 12 километров галечного. Работает множество магазинов по продаже различных сувениров и пляжного инвентаря.
В 2011 году Анапа признана «Лучшим бальнеологическим курортом мира» по версии ФЕМТЕК (Международной Ассоциации климато- и бальнеолечения).
В окрестностях Анапы развита туристическая инфраструктура: Африканская деревня, Греческая деревня, Армянская деревня, Уникальный парк динозавров, Кипарисовое озеро в Сукко, Утришский дельфинарий в Большом Утрише, дайвинг-клубы и конные прогулки.
В городе работают 2 аквапарка и океанариум. Также в 2017 году завершилось строительство колеса обозрения высотой 70 метров, второго по высоте в России.
Торговля
Как федеральный курорт, ежегодно принимающий миллионы гостей, Анапа является крупнейшим рынком для сбыта сельскохозяйственной и промышленной продукции кубанских и российских производителей. В 2010-м году рост торговой отрасли составил более 120 %. В структуре потребительского рынка города-курорта Анапа работают более 2000 хозяйствующих субъектов. Жителям города и района предоставлено более 17 000 рабочих мест. Ежегодно потребительская сфера наполняет бюджет города более чем на 400 млн рублей.
Чтобы обеспечить анапчан и гостей курорта качественной сельхозпродукцией, в городе выполнена программа «ярмарка-привоз — в каждый район». Во всех 10 сельских округах муниципалитета и 5 районах города работают на постоянной основе ярмарки-привозы с самым широким ассортиментом продукции.
Количество посадочных мест на предприятиях общепита составляет 200 на 1000 населения (при норме 40).
Промышленность
В Анапе развито производство стройматериалов и пластиковых изделий.
Действуют предприятия пищевой промышленности (хлебозавод, винзавод и другие), два старейших действующих винзавода — ЗАО «Джемете» и ЗАО КПП «Лазурный» (основаны в 1938 году). Один расположен в курортной зоне на высоком берегу Чёрного моря, другой — в районе рынка «Восточный». При этом в окрестностях Анапы хорошо развито виноградарство и виноделие.
Функционируют также мясокомбинат, молочный завод, прядильно-ткацкая фабрика, пивоваренный завод и другие предприятия.
Наука
В 2018 году в Анапе был создан военный технополис «Эра» для разработки инновационных технологий военного значения.

## Транспорт
Железнодорожный транспорт

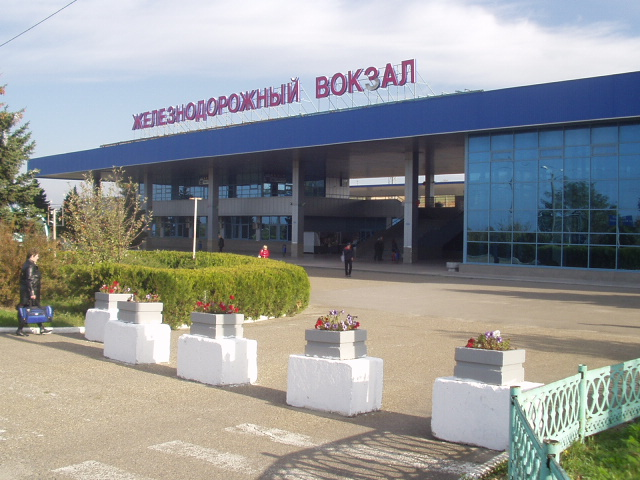
Железнодорожный вокзал Анапы

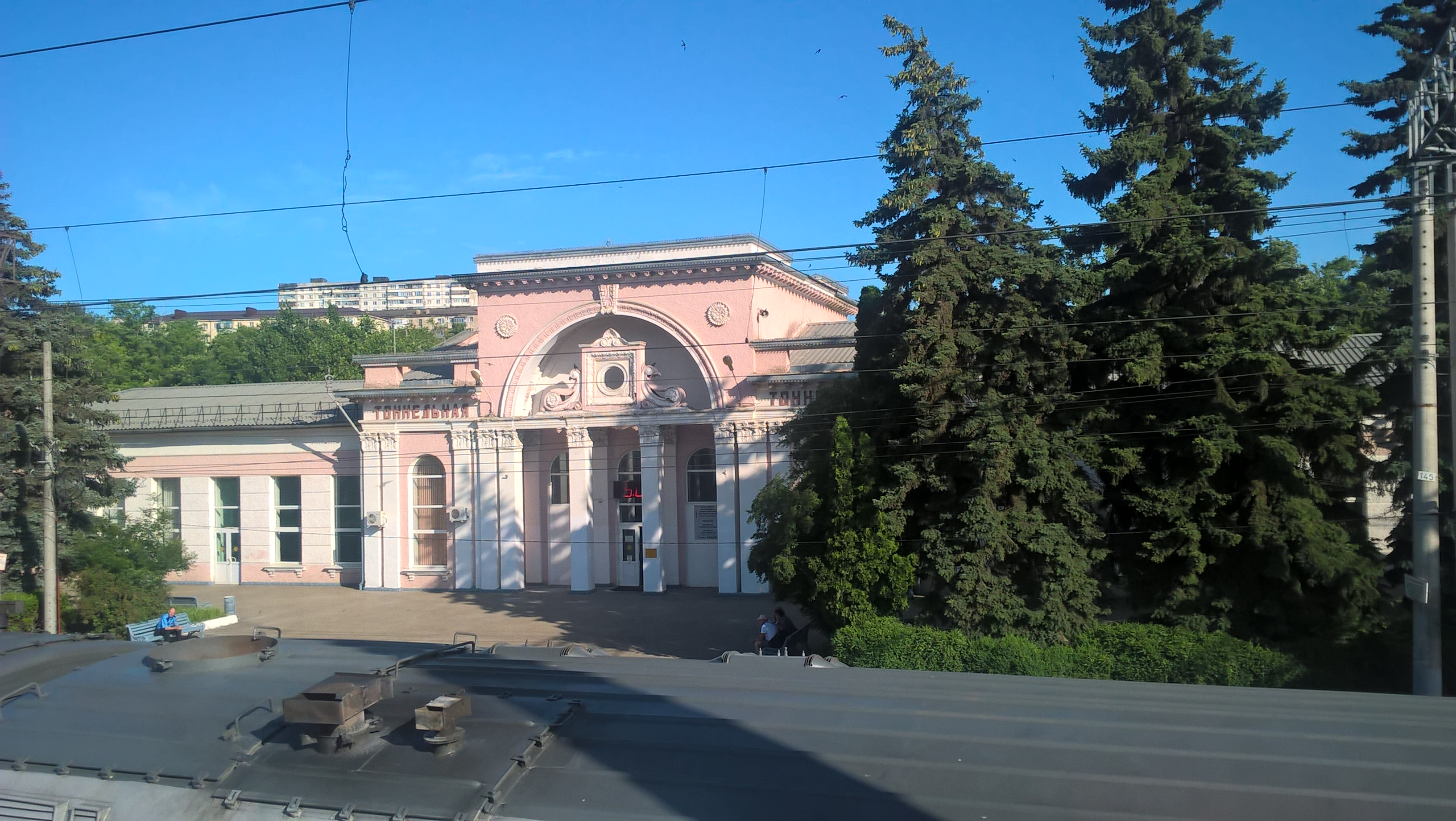
Станция Тоннельная

На территории городского округа расположена железнодорожная станция Анапа (в посёлке Верхнее Джемете), структурно входящая в состав Краснодарского региона Северо-Кавказской железной дороги. Нередко следующие в Анапу пассажиры используют железнодорожную станцию Тоннельная, расположенную на линии Крымская — Новороссийск в посёлке Верхнебаканский в 35 км от Анапы.
Водный транспорт
В городе расположен пассажирский морской порт Анапа (для малотоннажных прогулочных судов).
Воздушный транспорт
На территории городского округа расположен международный аэропорт Анапа (между селом Цибанобалка и хутором Красный Курган).
Автомобильный транспорт
На территории города расположен Анапский автовокзал, откуда осуществляется перевозка пассажиров автобусами по междугородным и межмуниципальным маршрутам.
Городской транспорт
В Анапе существуют разветвлённая маршрутная сеть автобусов и маршрутных такси. Основными перевозчиками являются Анапское ПАТП и ООО «Южные транспортные линии».

## Образование и наука
В городском округе город-курорт Анапа действуют 26 школ, гимназии, а также несколько вузов, ссузов и различных филиалов.
Гимназии и немуниципальные образовательные учреждения:
Муниципальные общеобразовательные учреждения:
- Гимназия «Эврика»
- Гимназия «Аврора»
- Кадетская школа им. Старшинова Н. В. (МАОУ КШ)

Немуниципальные общеобразовательные учреждения:
- НЧОУ «Светоч»
- НЧОУ гимназия «Сириус»
- НЧОУ гимназия «Росток»
- НЧОУ «Возрождение»
- НЧОУ «Преображение»

Высшие учебные заведения:
- Институт береговой охраны ФСБ России, который готовит и повышает квалификацию специалистов береговой охраны Пограничной службы ФСБ России.
- Филиал ФГБОУ ВО Сочинский государственный университет обучает по направлениям высшего образования в сфере социально-культурного сервиса и туризма.
- Филиал Российского государственного социального университета.
- Филиал Московского государственного гуманитарного университета имени М. А. Шолохова.
- Филиал Академического правового института при Институте государства и права РАН.
- Филиал Кубанского государственного аграрного университета.
- Филиал Южного института менеджмента.

Средние специализированные учебные заведения
- Анапский индустриальный техникум (Промышленная ул., 2 а).
- Анапский колледж сферы услуг (Краснодарская ул., 25).
- Анапский сельскохозяйственный техникум (Черноморская ул., 11).
- Филиал Новороссийского медицинского колледжа (Крымская ул., 24)
- Филиал Социального колледжа РГСУ
- Филиал Академического правового колледжа (Анапское шоссе 89, блок 3, 2 этаж.).
- Филиал Педагогического колледжа МГПУ имени М. А. Шолохова (Астраханская ул., 88).
- Филиал Университетского экономико-технологического колледжа СГУ

## Культура

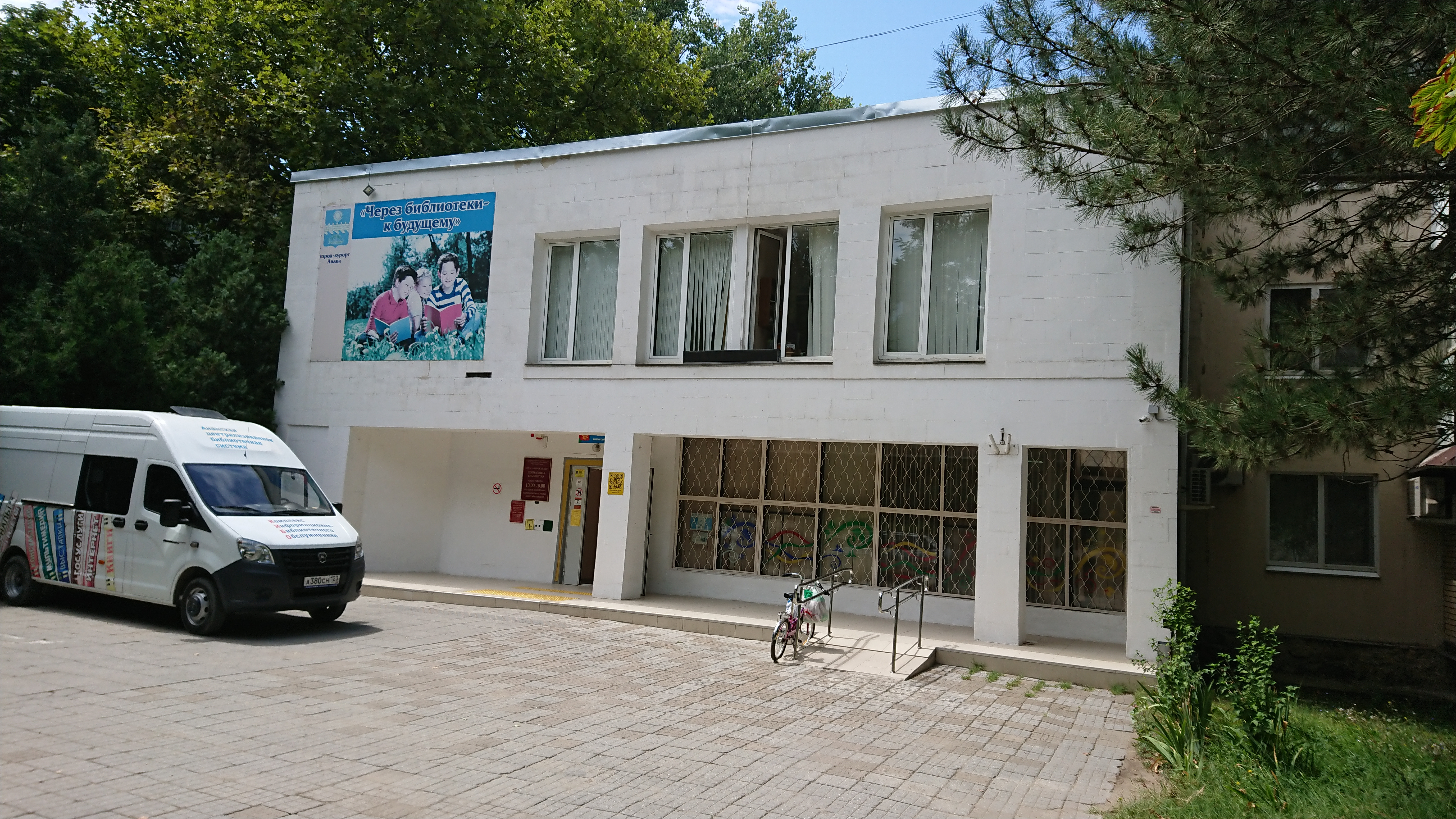
Центральная библиотека Анапы

В МО город-курорт Анапа находится 29 общедоступных библиотек, из которых 4 — детские.
В 2010 году библиотеки Анапы получили более 8000 книг, газет и журналов было выписано более чем на миллион рублей. Кроме того, было приобретено 900 компакт-дисков.
В Анапе работает археологический музей под открытым небом «Горгиппия», а также краеведческий музей. Выставка скульптур под открытым небом «Арт-поляна»

## Музыка
В мае 2011 года анапская группа Neoclubber дебютировала во всемирно известном хит-параде легендарного музыкального журнала Billboard.

## Спорт
Широко развиваются спортивные школы. Проходят соревнования по пляжным видам спорта.
С июня 2007 года в самом центре курорта на акватории Анапской бухты работает морской воднолыжный стадион на электротяге — кольцевая канатная дорога для буксировки воднолыжников. Площадь морского стадиона 11 га. В 2008 году на анапском морском воднолыжном стадионе проведён V Чемпионат мира по кабельному вейкбордингу (полноформатный чемпионат мира проведён на Кубани впервые). Россия впервые завоевала «золото» и «серебро» Чемпионата мира в одной из категорий.
В 2007 открылся спортивно-учебно-оздоровительный центр «Волей Град» «им. Юрия Сапеги» — специализированный центр подготовки мастеров волейбола и пляжного волейбола.
В 2010 году подготовлено: 12 мастеров спорта России, 31 кандидат в мастера спорта, 244 спортсмена 1 разряда и более 2 тысяч спортсменов массовых разрядов. В школах Анапы в 2010 году увеличили количество спортивных секций до 164, сегодня в них занимаются почти 5 тысяч учащихся. В 14 учреждениях дополнительного образования сейчас занимается спортом более 14 тысяч несовершеннолетних, что составляет 95 % от общего числа учащихся в школах. В 2010 году учащимися анапских спортивных школ на всероссийских и краевых соревнованиях было завоёвано 108 медалей.
В 2010 году произошло возрождение профессиональной футбольной команды Анапы, основной состав которой сформирован из анапских футболистов. В настоящее время команда «Парус» проводит тренировочные сборы для подготовки к участию в чемпионате Краснодарского края.
По итогам 2011 года Анапа признана самым спортивным городом на Кубани. Губернатор Краснодарского края Александр Ткачёв по этому поводу вручил главе курорта Татьяне Евсиковой почётную грамоту, а городу выделена премия 5 миллионов рублей на дальнейшее развитие массового спорта и физкультуры.
6 октября 2012 года в Анапе было создано объединение болельщиков московского «Спартака» — «Красно-белая Анапа».
В 2011 году ФК «Парус» перебазировался в посёлок Витязево. Там же клуб будет проводить домашние матчи.
В 2013 году был создан ФК Анапа который в сезоне 2013 выступал во второй лиге Краснодарского края. В сезоне 2014 ФК Анапа вошёл в высшую лигу Краснодарского края.
С 2008 года на водных трассах анапского морского воднолыжного стадиона регулярно тренируются анапские параолимпийцы. Этот морской спортивный комплекс работает как объект адаптивной физкультуры с 2007 года.

## Связь
На рынке представлены шесть операторов сотовой связи: МТС, Билайн, Мегафон, TELE2, Skylink, YOTA.

## Средства массовой информации

### Радиостанции
| - 87,5 FM — Радио Рекорд - 87,9 FM — Rock'n'Roll FM - 88,3 FM — Радио Кавказ Хит - 89,0 FM — Радио Гордость - 89,5 FM — Радио Комсомольская правда - 90,0 FM — Love Radio - 90,5 FM — Радио Вера - 90,9 FM — Дорожное радио - 91,4 FM — Вести FM - 91,8 FM — Радио Дача - 92,3 FM — Хит FM - 92,9 FM — Радио ENERGY - 93,3 FM — Радио Шоколад - 93,7 FM — Like FM - 94,1 FM — Радио Sputnik - 94,5 FM — Relax FM - 94,9 FM — Радио Чистая Волна | - 95,5 FM — Business FM - 96,5 FM — Новое радио - 97,4 FM — Ретро FM - 97,9 FM — (ПЛАН) Радио Ваня - 98,3 FM — Маруся FM - 99,0 FM — Наше радио - 99,4 FM — Радио 107 - 100,1 FM — Радио Монте-Карло - 101,2 FM — Радио МИР - 102,4 FM — Казак FM (Новороссийск) - 102,8 FM — Европа Плюс / Анапа-Регион - 103,3 FM — Юмор FM - 104,5 FM — Радио Анапа - 104,9 FM — Первое радио (Новороссийск) - 105,5 FM — Радио Русский Хит - 105,9 FM — Авторадио - 106,5 FM — DFM - 106,9 FM — Русское радио |

### Телевидение
Эфирное вещание
- «РЕН ТВ» / телерадиокомпания «Анапа-Регион»
- «Домашний» / «39 канал»

Цифровое вещание
Первый мультиплекс цифрового телевидения России (пакет цифровых телеканалов «РТРС-1»)
| Позиция | Название     | Владелец                                                                        |
| ------- | ------------ | ------------------------------------------------------------------------------- |
| 1       | Первый канал | АО «Первый канал»                                                               |
| 2       | Россия-1     | Всероссийская государственная телевизионная и радиовещательная компания (ВГТРК) |
| 3       | Матч ТВ      | Газпром-медиа                                                                   |
| 4       | НТВ          | Газпром-медиа и АО «Телекомпания НТВ»                                           |
| 5       | Пятый канал  | Национальная Медиа Группа                                                       |
| 6       | Россия-К     | Всероссийская государственная телевизионная и радиовещательная компания (ВГТРК) |
| 7       | Россия-24    | Всероссийская государственная телевизионная и радиовещательная компания (ВГТРК) |
| 8       | Карусель     | ЗАО «Карусель» (ВГТРК и ЗАО «Первый канал. Всемирная сеть»)                     |
| 9       | ОТР          | АНО «Общественное телевидение России»                                           |
| 10      | ТВ Центр     | АО «Телекомпания „ТВ Центр“»                                                    |

| Позиция | Название     | Владелец                                                                       |
| ------- | ------------ | ------------------------------------------------------------------------------ |
| 1       | Вести FМ     | ФГУП «Всероссийская государственная телевизионная и радиовещательная компания» |
| 2       | Радио Маяк   | Филиал ФГУП ВГТРК «Государственная радиовещательная компания „Маяк“»           |
| 3       | Радио России | Филиал ФГУП ВГТРК «Государственная радиовещательная компания „Радио России“»   |

Второй мультиплекс цифрового телевидения России (пакет цифровых телеканалов «РТРС-2»)
| Позиция | Название                                            | Владелец                                                                             |
| ------- | --------------------------------------------------- | ------------------------------------------------------------------------------------ |
| 1       | РЕН ТВ                                              | Национальная Медиа Группа                                                            |
| 2       | Спас                                                | Финансовое хозяйственное управление Русской Православной Церкви и ООО «СПАС — Медиа» |
| 3       | СТС                                                 | «ЮТВ Холдинг», «СТС Медиа»                                                           |
| 4       | Домашний                                            | «ЮТВ Холдинг», «СТС Медиа»                                                           |
| 5       | ТВ-3                                                | Газпром-медиа                                                                        |
| 6       | Пятница!                                            | Газпром-медиа                                                                        |
| 7       | Звезда                                              | ОАО «ТРК ВС РФ „Звезда“»                                                             |
| 8       | Мир                                                 | ЗАО «Межгосударственная телерадиокомпания „Мир“»                                     |
| 9       | ТНТ                                                 | Газпром-медиа                                                                        |
| 10      | Муз-ТВ                                              | «ЮТВ Холдинг», «СТС Медиа»                                                           |
| 11      | Кубань 24 (в кабельном вещании Краснодарского края) | ГУП КК «Телерадиокомпания „НТК“»                                                     |

## Архитектура, достопримечательности

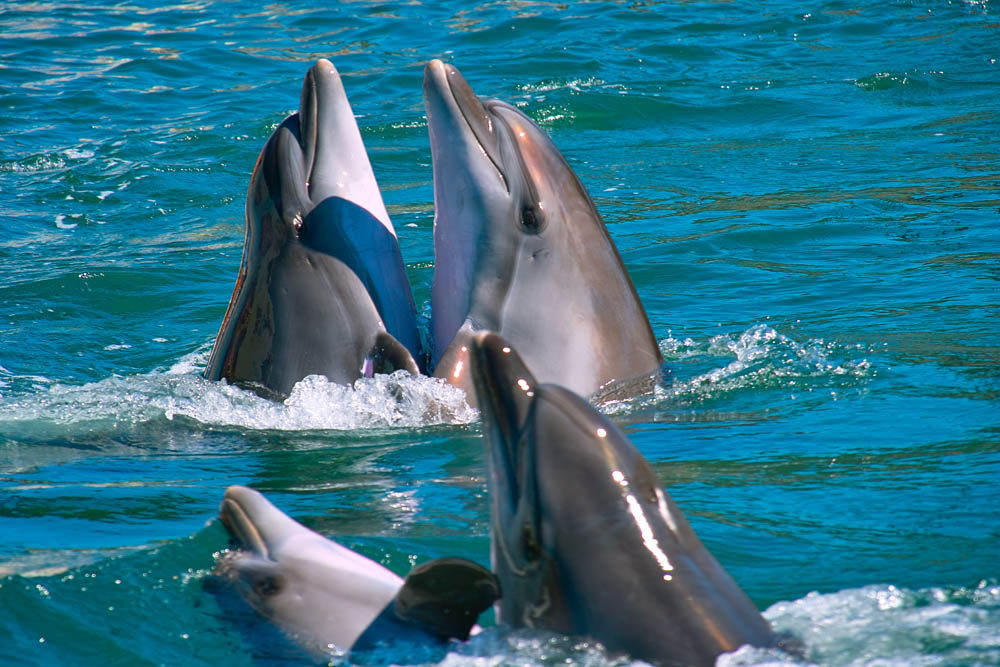
Танец дельфинов в Анапском дельфинарии

- Археологический музей-заповедник «Горгиппия» — археологический раскоп кварталов Горгиппии.
- Ворота турецкой крепости («Русские ворота»).
- Храм Святого Онуфрия Великого — один из самых старых храмов на Кубани.
- Анапский маяк на набережной.

Природные памятники:
- Заказник «Большой Утри́ш» — реликтовый можжевёлово-фисташковый лес.
- Парк Ореховая роща на перекрёстке улиц В. Маяковского и И. Голубца.
- Анапский дельфинарий на Большом Утрише — единственный дельфинарий в России, расположенный в открытой морской акватории

### Памятники
- Памятник Дмитрию Калинину — капитану советских десантников отдавших свои жизни в бою с немецко-фашистскими войсками в районе Анапы.
- Памятник полководцу Ивану Гудовичу (установлен в сентябре 2011 года)
- Памятник полководцу Александру Суворову (установлен в августе 2013 года)[76]
- Памятник атаману Алексею Безкровному
- Памятник авиаконструктору Корытину
- Памятная стела «Город воинской славы»

## Мероприятия, проводимые в городе
Ежегодно в Анапе проводится ряд всероссийских спортивных мероприятий. В их числе фестиваль виндсёрфинга и кайтсёрфинга, традиционно проходящий в конце сентября.
С участием деятелей кино- и театрального искусства каждую осень с 1992 года проводится кинофестиваль России и стран СНГ «Киношок».
Ежегодно проводятся детские фестивали и конкурсы.
Также в Анапе проводятся различные школьные олимпиады. В их числе Всероссийская олимпиада школьников по астрономии.

## Известные уроженцы
- Родившиеся в Анапе:
- Умершие в Анапе:

## Города-побратимы
| Страна   | Город-побратим | Год установления связи |
| -------- | -------------- | ---------------------- |
| Россия   | Новый Уренгой  | 2007                   |
| Россия   | Кизляр         | 2001                   |
| Беларусь | Гомель         | 2010                   |
| Греция   | Лариса         | 2016                   |

## Галерея

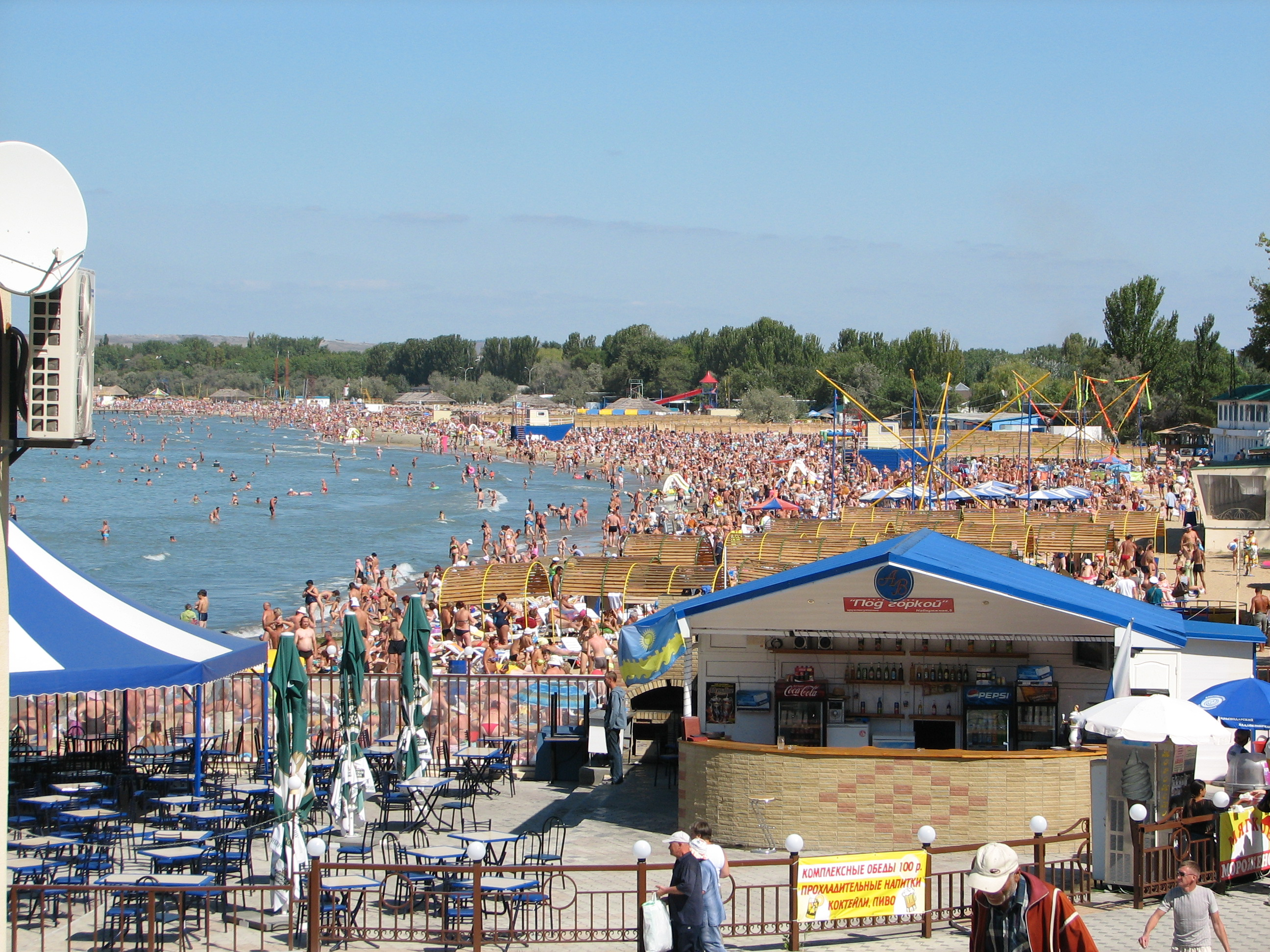
Анапский городской пляж
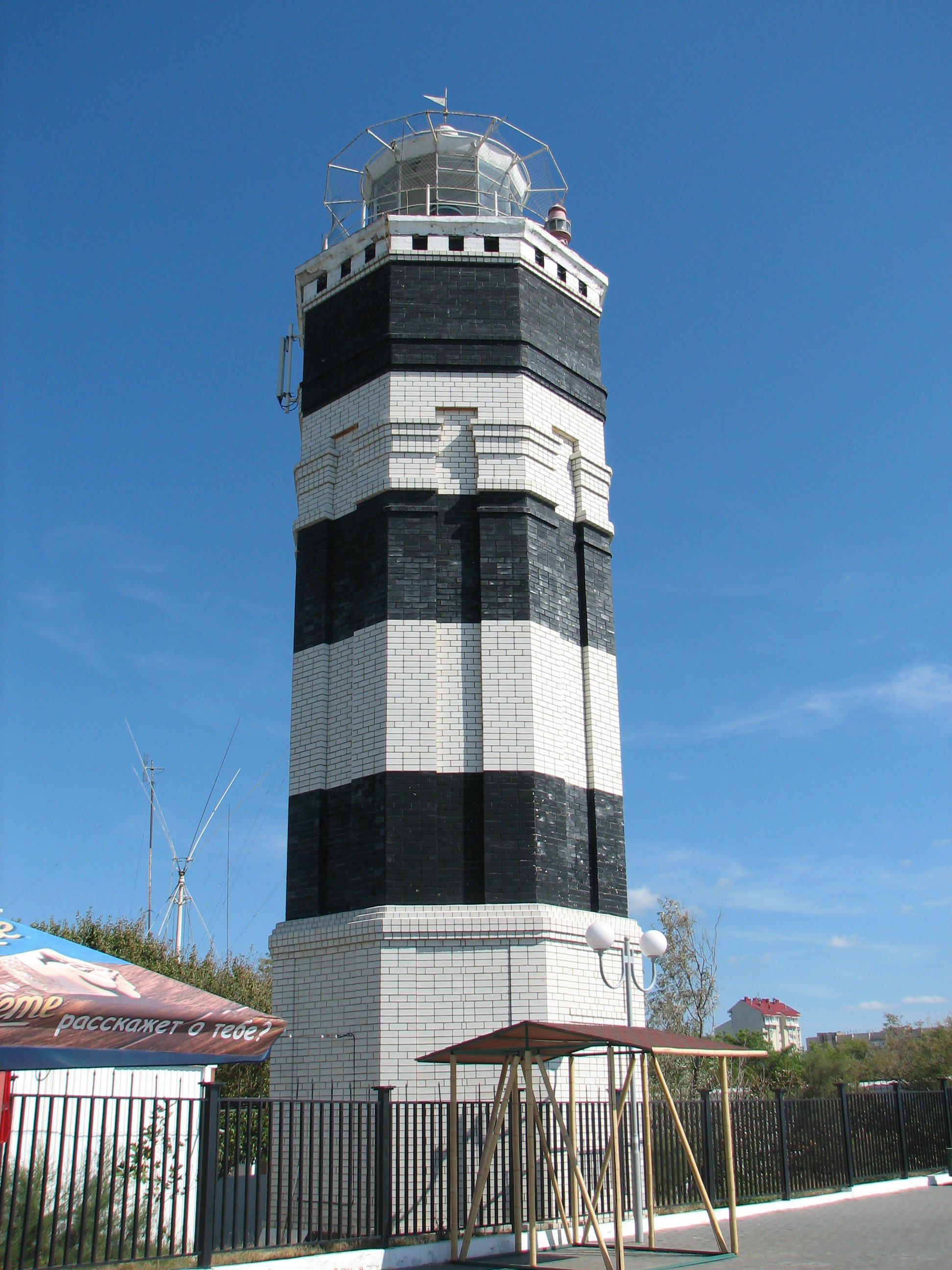
Маяк
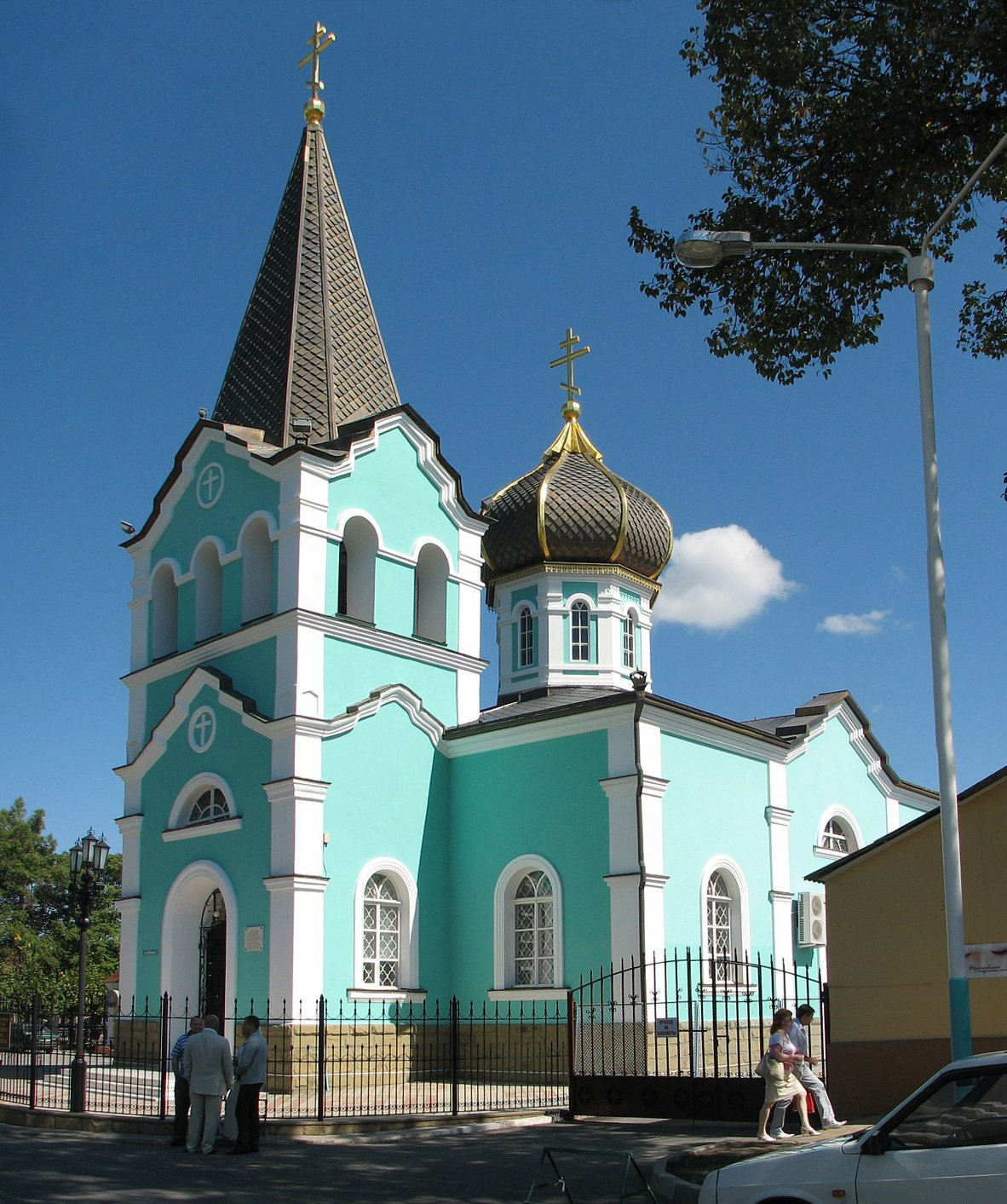
Храм святого Онуфрия Великого
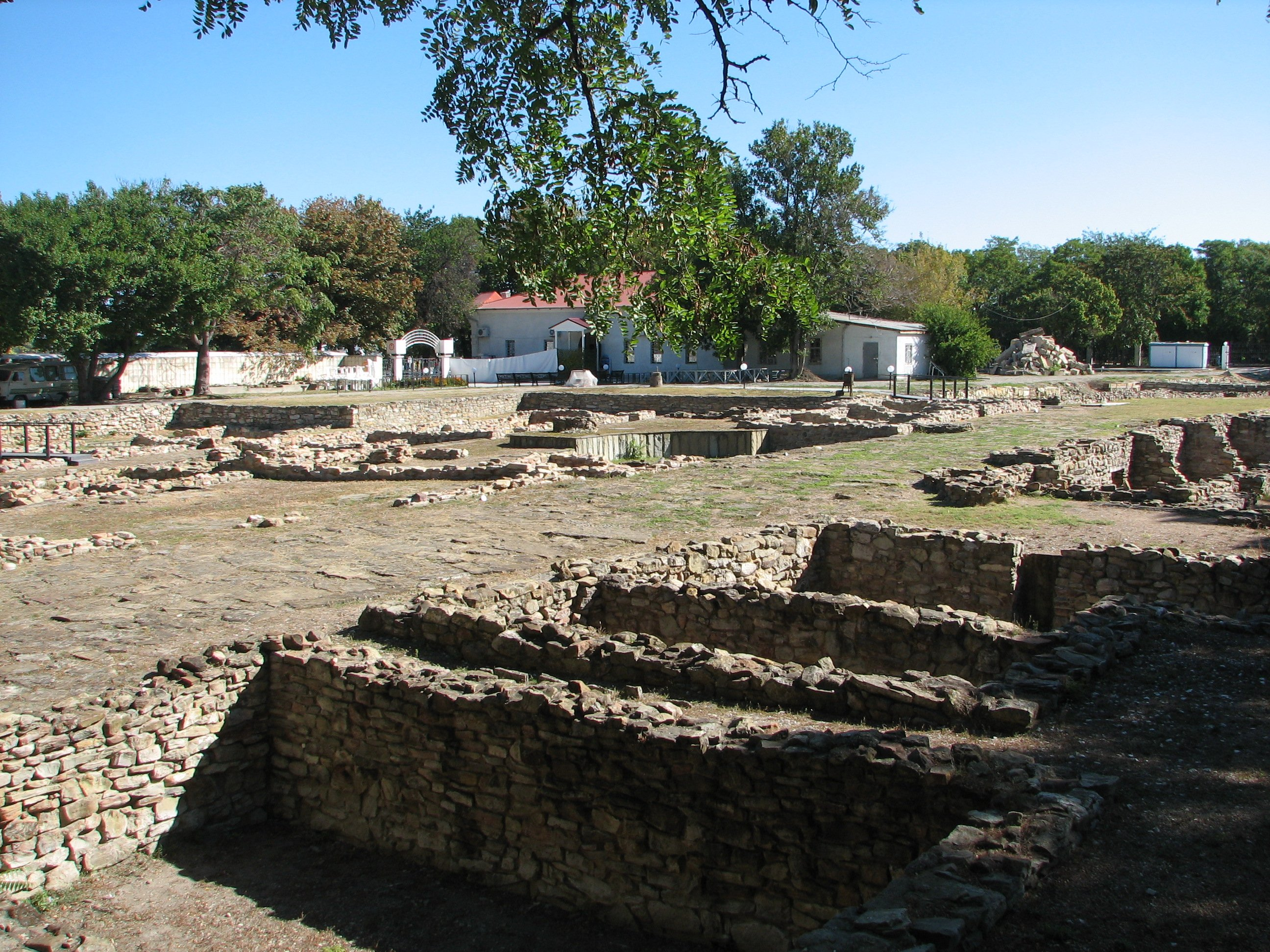
Археологический музей «Горгиппия». Раскопки античного города Горгиппии
Памятник Атаману Безкровному
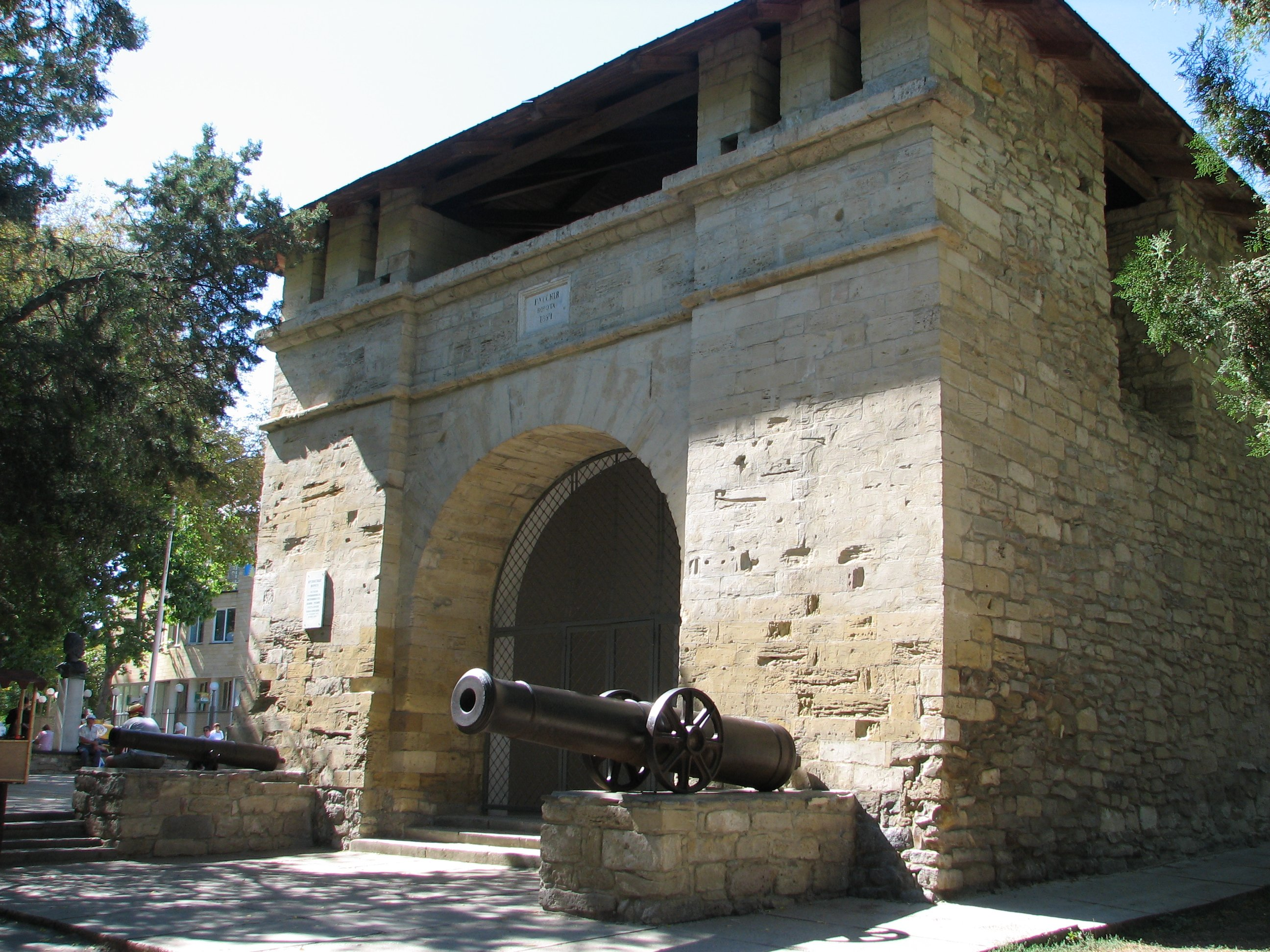
Русские ворота — остатки турецкой крепости, построенной в 1783 году
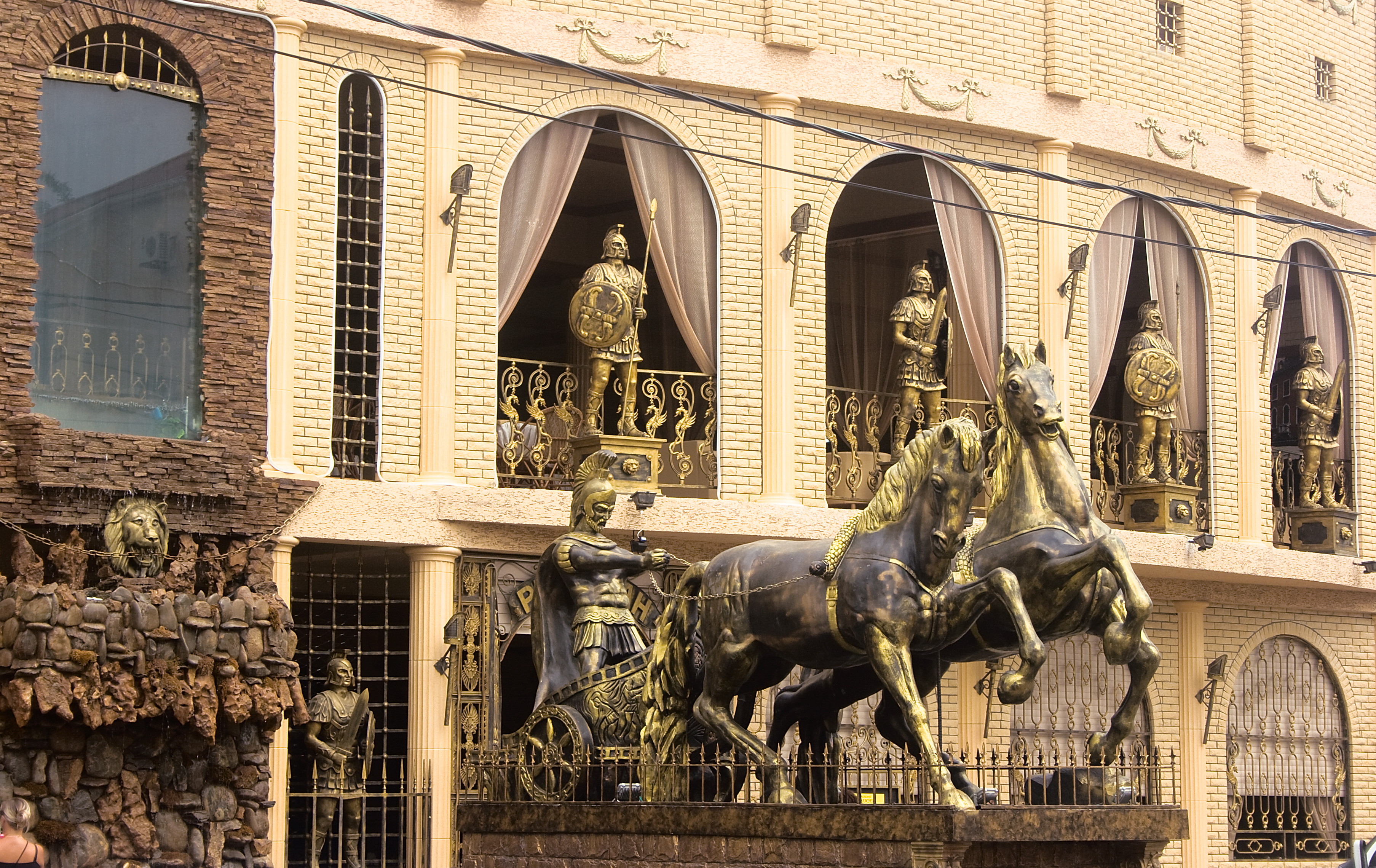
Конная статуя в Джемете, ресторан Колизей
Памятник Ленину
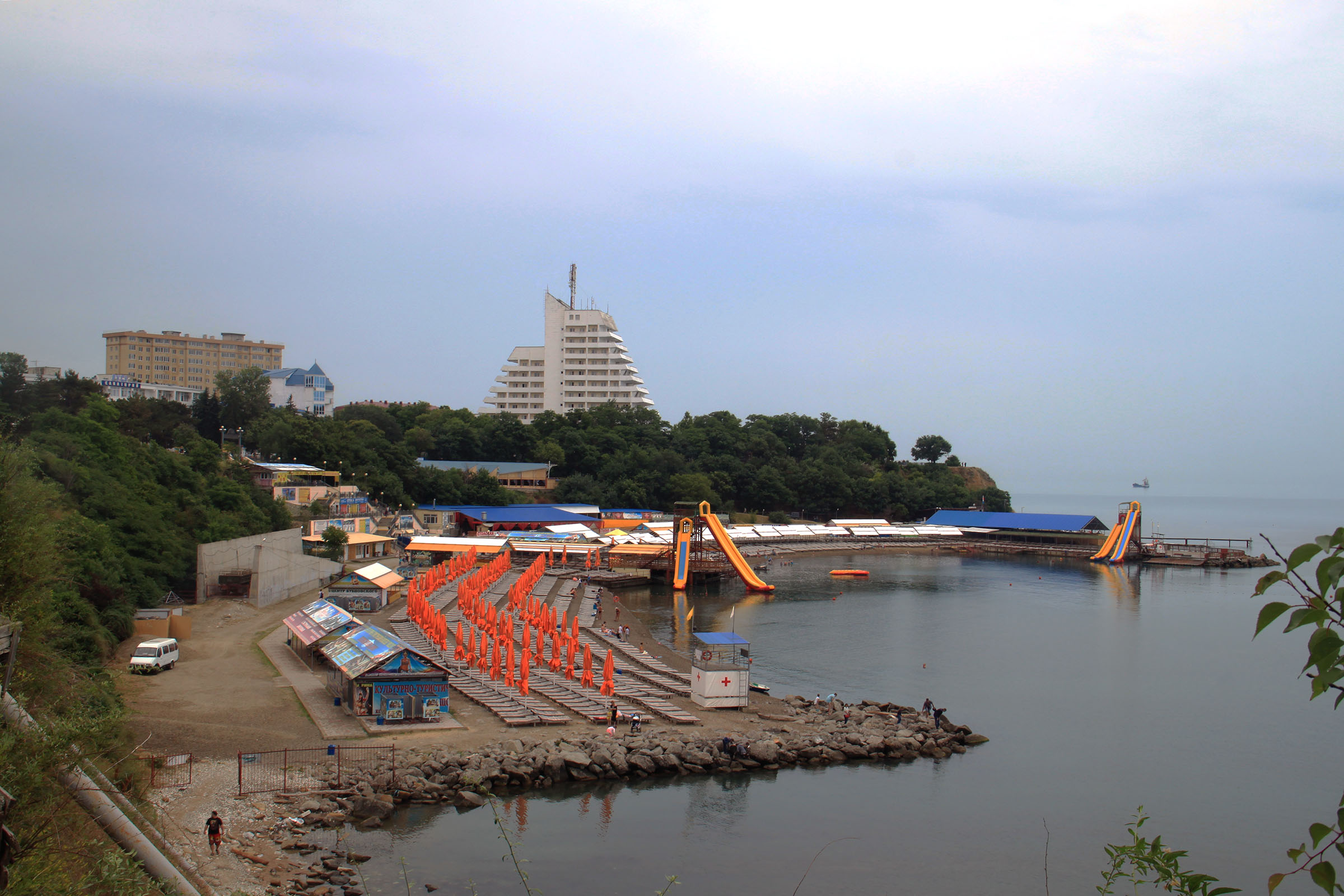
Пляж в Малой бухте
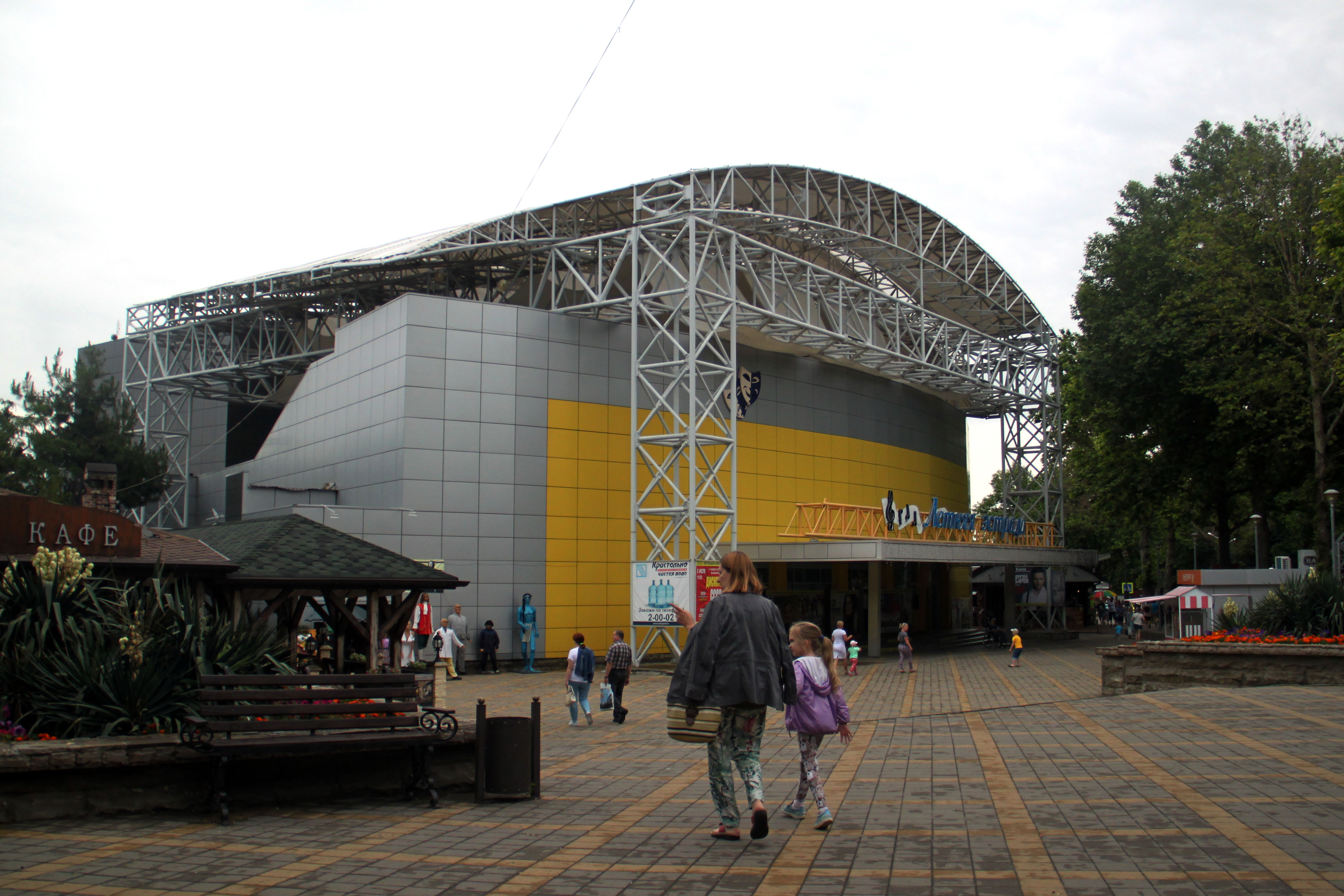
Концертная площадка «Летняя эстрада»
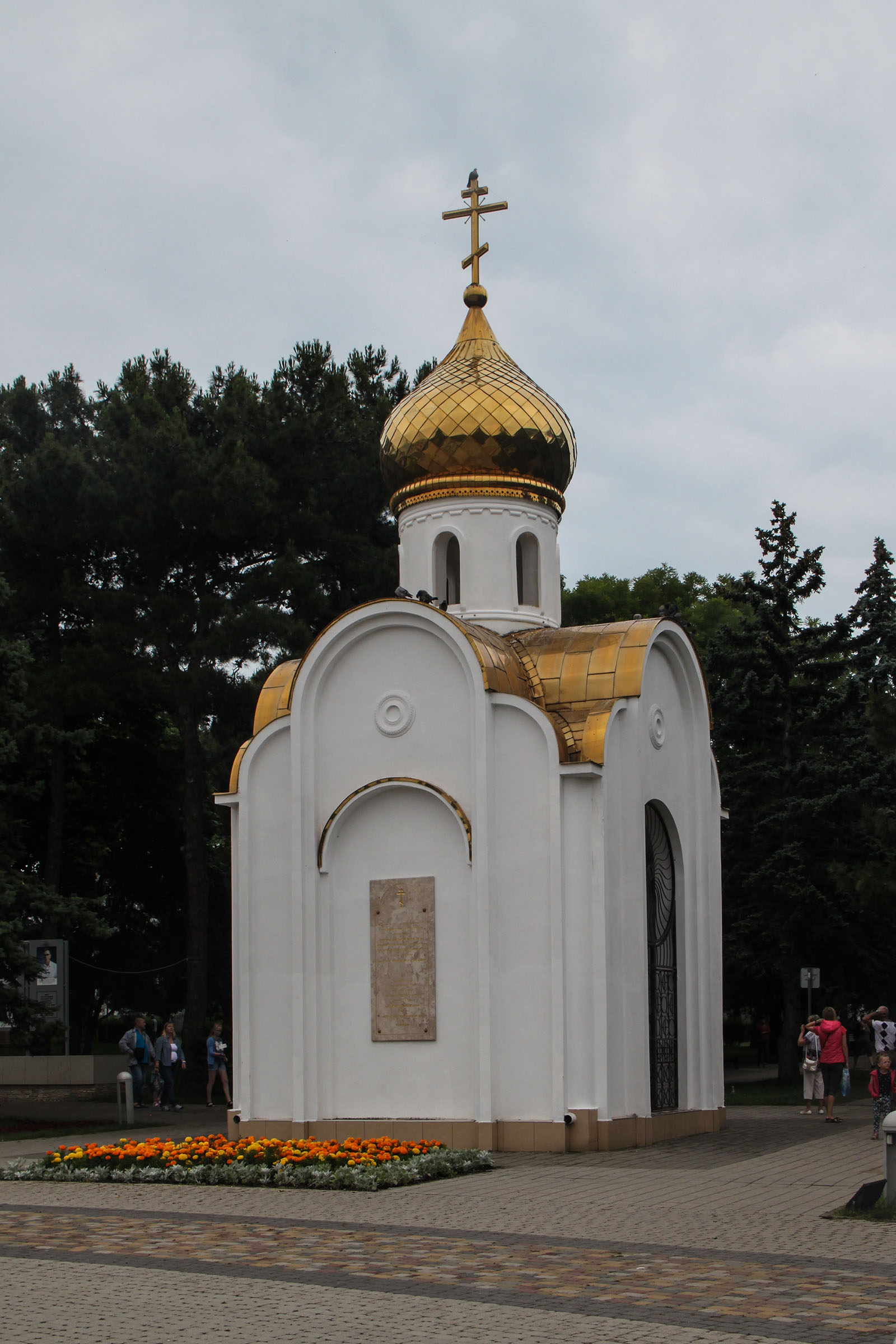
Часовня Пророка Осии
Скульптура «Атланты, держащие небо»